# Charles Bartlett (remero)
Charles Bartlett es un deportista australiano que compitió en remo. Ganó dos medallas de oro en el Campeonato Mundial de Remo, en los años 1980 y 1981.

## Palmarés internacional
| Campeonato Mundial | Campeonato Mundial | Campeonato Mundial | Campeonato Mundial        |
| Año                | Lugar              | Medalla            | Prueba                    |
| ------------------ | ------------------ | ------------------ | ------------------------- |
| 1980               | Malinas (Bélgica)  | Medalla de oro     | Cuatro sin timonel ligero |
| 1981               | Múnich (RFA)       | Medalla de oro     | Cuatro sin timonel ligero |